# Niccola Clarelli Paracciani
Nicola Clarelli Paracciani (Rieti, 12 aprile 1799 – Vico Equense, 7 luglio 1872) è stato un cardinale e vescovo cattolico italiano.

## Biografia
Nacque a Rieti il 12 aprile 1799 da Giuseppe Clarelli, III marchese di Vacone, e Teresa Paracciani.
Papa Gregorio XVI lo elevò al rango di cardinale nel concistoro del 22 gennaio 1844.
Partecipò al conclave del 1846 che elesse Pio IX.
Morì a Vico Equense il 7 luglio 1872 all'età di 73 anni.
È sepolto nella chiesa della Santissima Annunziata, ex cattedrale della diocesi di Vico Equense.

## Genealogia episcopale e successione apostolica
La genealogia episcopale è:
- Cardinale Scipione Rebiba
- Cardinale Giulio Antonio Santori
- Cardinale Girolamo Bernerio, O.P.
- Arcivescovo Galeazzo Sanvitale
- Cardinale Ludovico Ludovisi
- Cardinale Luigi Caetani
- Cardinale Ulderico Carpegna
- Cardinale Paluzzo Paluzzi Altieri degli Albertoni
- Papa Benedetto XIII
- Papa Benedetto XIV
- Papa Clemente XIII
- Cardinale Giovanni Carlo Boschi
- Cardinale Bartolomeo Pacca
- Papa Gregorio XVI
- Cardinale Niccola Clarelli Parracciani

La successione apostolica è:
- Vescovo Michael Franciscus Buttigieg (1863)
- Vescovo Giuseppe Salandri, O.F.M.Conv. (1864)
- Vescovo Manoel do Rego Medeiros (1865)
- Vescovo Giuseppe Maria Bovieri (1867)
- Vescovo Anselmo Fauli, O.Carm. (1867)
- Vescovo Giovanni Battista Bagalà Blasini (1868)